# Monarca del paradís de la Xina
El monarca del paradís de la Xina (Terpsiphone incei) és un ocell de la família dels monàrquids (Monarchidae).

## Hàbitat i distribució
Habita els boscos des del centre fins al nord-est de la Xina, sud-est de Rússia i Corea del Nord. En hivern arriba fins al Sud-est asiàtic i Sumatra.

## Taxonomia
Considerat tradicionalment una subespècie de Terpsiphone paradisi, va ser ubicat a la seua pròpia espècie arran treballs com ara Fabre et al. 2012.